# Фисция восходящая
Фисция восходящая (лат. Physcia adscendens)  — вид лишайников рода Фисция (Physcia) семейства Фисциевые (Physciaceae).

## Синонимы[1]
- Dimelaena stellaris f. anthelina (Ach.) Trevis., 1868
- Dimelaena stellaris var. adscendens Trevis., 1868
- Lichen aipolius * anthelina (Ach.) Lam., 1813}}
- Parmelia aipolia var. anthelina (Ach.) Ach., 1810
- Parmelia anthelina Ach., 1803
- Parmelia stellaris f. anthelina (Ach.) Hazsl., 1884
- Physcia aipolia f. anthelina (Ach.) Vain., 1881
- Physcia aipolia var. anthelina (Ach.) Zahlbr., 1931
- Physcia adscendens Bitter, 1901
- Physcia hispida f. adscendens (H. Olivier) Walt. Watson, 1930
- Physcia stellaris f. anthelina (Ach.) Nyl., 1861
- Physcia stellaris var. adscendens (Trevis.) Rabenh., 1870
- Physcia stellaris var. anthelina (Ach.) Th. Fr., 1871
- Xanthoria aipolia var. anthelina (Ach.) Horw., 1912

## Описание
Слоевище листоватое, до 3 см в диаметре, округлое или неправильной формы, свободно прикрепляющееся к субстрату. Лопасти около 1 мм шириной, светло-серые, с длинными, 0,4—2 мм длины, ресничками по краям. Сорали шлемовидные, развиваются на концах лопастей, края шлемиков часто загнуты наверх до неровно обламывающихся; обычно обильные, начинают формироваться как отверстия на нижней стороне кончиков лопастей . Нижняя поверхность беловатая, с редкими беловатыми, часто с коричневатыми кончиками, тонкими ризинами. Сердцевинный слой неровный, белый. Апотеции встречаются редко, леканорового типа, сидячие. Диск апотециев 1—2 мм в диаметре, плоский, тёмно-красно-коричневый до чёрного, часто покрыт сизым налётом и окружён мелкозубчатым, со временем исчезающим слоевищным краем. Парафизы 1,5—2 мкм толщины, многочисленные, простые или, редко, немного разветвлены, на концах булавовидно утолщённые и коричневоокрашенные. Эпитеций мелкозернистый, коричневатый. Гимениальный слой плотный, 85—95(100) мкм толщины. Гипотеций бледно-жёлтый, 20—35(50) мкм толщины. Сумки булавовидные, 45—48×17—20 мкм, с 8 спорами, расположенными в два ряда. Споры эллипсоидные, двуклеточные, с неравномерно утолщёнными стенками, с угловатыми просветами, иногда у перегородки немного стянутые, тёмноокрашенные, коричневые, бурые, 14—23×6—10 мкм.
Пикнидии погружённые в слоевищные бородавочки, с тёмным устьицем. Пикноконидии 3—6×1 мкм.
Фотобионт Trebouxia.

### Химический состав
Присутствуют вторичные метаболиты в виде атранорина в коровом слое.

## Среда обитания и распространение
Характерен для смешанных и таёжных лесов, где встречается по долинам рек; наиболее широко — в зоне широколиственных лесов и в лесостепях, в горах в лесном поясе.
Довольно широко распространённый вид. Встречается в Европе, Азии, Африке, Северной и Южной Америках, Австралии, Новой Зеландии.
В России встречается повсеместно.

## Охранный статус
В России вид занесён в Красную книгу Ненецкого автономного округа.